# Almut Seiler-Dietrich
Almut Seiler-Dietrich (* 25. Juli 1947 in Kirchhain, Kreis Marburg) ist eine Autorin, die vornehmlich als
Vermittlerin der Literatur aus dem subsaharischen Afrika in Deutschland hervorgetreten ist.
Während ihrer Schulzeit verbrachte sie die Jahre von 1961 bis 1963 in Kinshasa, damals noch Leopoldville,
Demokratische Republik Kongo. Nach dem Studium der Romanistik und Slavistik in Gießen, Freiburg und
Heidelberg war sie von 1971 bis 1973 Mitarbeiterin von Janheinz Jahn und besuchte 1972–1973 Nigeria und
Kamerun. Nach dem 2. Staatsexamen arbeitete sie ein Jahr als Studienrätin im Raum Offenbach,
bevor sie von 1975 bis 1976 im Rahmen des Entwicklungsprogramms der Vereinten Nationen als Französischlehrerin an die Ecole Nationale d’Administration in Niamey, Niger wechselte.
1976 kehrte sie nach Deutschland zurück und arbeitete bis 2008 als Gymnasiallehrerin an der
hessischen Bergstraße. Parallel dazu schrieb sie für Zeitungen, Zeitschriften, Lexika (KlfG) und den Hessischen Rundfunk und übersetzte ein Buch des rwandischen Philosophen Alexis Kagame („Sprache und Sein. Die Ontologie der Bantu Zentralafrikas“. P.-Kivouvou-Verlag - Editions
Bantoues. Brazzaville-Heidelberg 1985).
2004 wurde sie mit einer Monographie über die damals noch unveröffentlichten Tagebücher des
madagassischen Dichters Jean-Joseph Rabearivelo von der Johann Wolfgang Goethe-Universität Frankfurt am Main zum Dr. phil. promoviert. („Denkt an uns in unseren ruhigen Grotten. Die Tagebücher des madagassischen Dichters Jean-Joseph Rabearivelo“ Wissenschaftlicher Verlag Trier 2005). 2010/11 war sie Lehrbeauftragte am Romanistischen Institut der Universität Frankfurt.

## Schriften (Auswahl)
- Märchen der Bantu. Eugen Diederichs Verlag, Düsseldorf//Köln 1980.
- Die Literaturen Schwarzafrikas. C.H. Beck Verlag, München 1984.
- Wörter sind Totems - Literatur in Afrika. Books on African Studies, Heidelberg 1995.
- Afrika interpretieren. 50 Jahre Unabhängigkeit – 50 Jahre Literatur. Books on African Studies, Heidelberg 2007.
- Hinter dem Seidenhimmel spannt sich die flockige Nacht wie Zunder - Erica de Bary: Eine Biographie. Horlemann Verlag, Angermünde 2015.

### Unter dem Namen Almut Nordmann-Seiler
- (mit Janheinz Jahn und Ulla Schild) Who's who in African literature. Biographies. Works. Commentaries, Erdmann, Tübingen 1972.
- La littérature néo-africaine, PUF, Paris 1976 (Que sais-je ? 1651).